# Hilgenroth

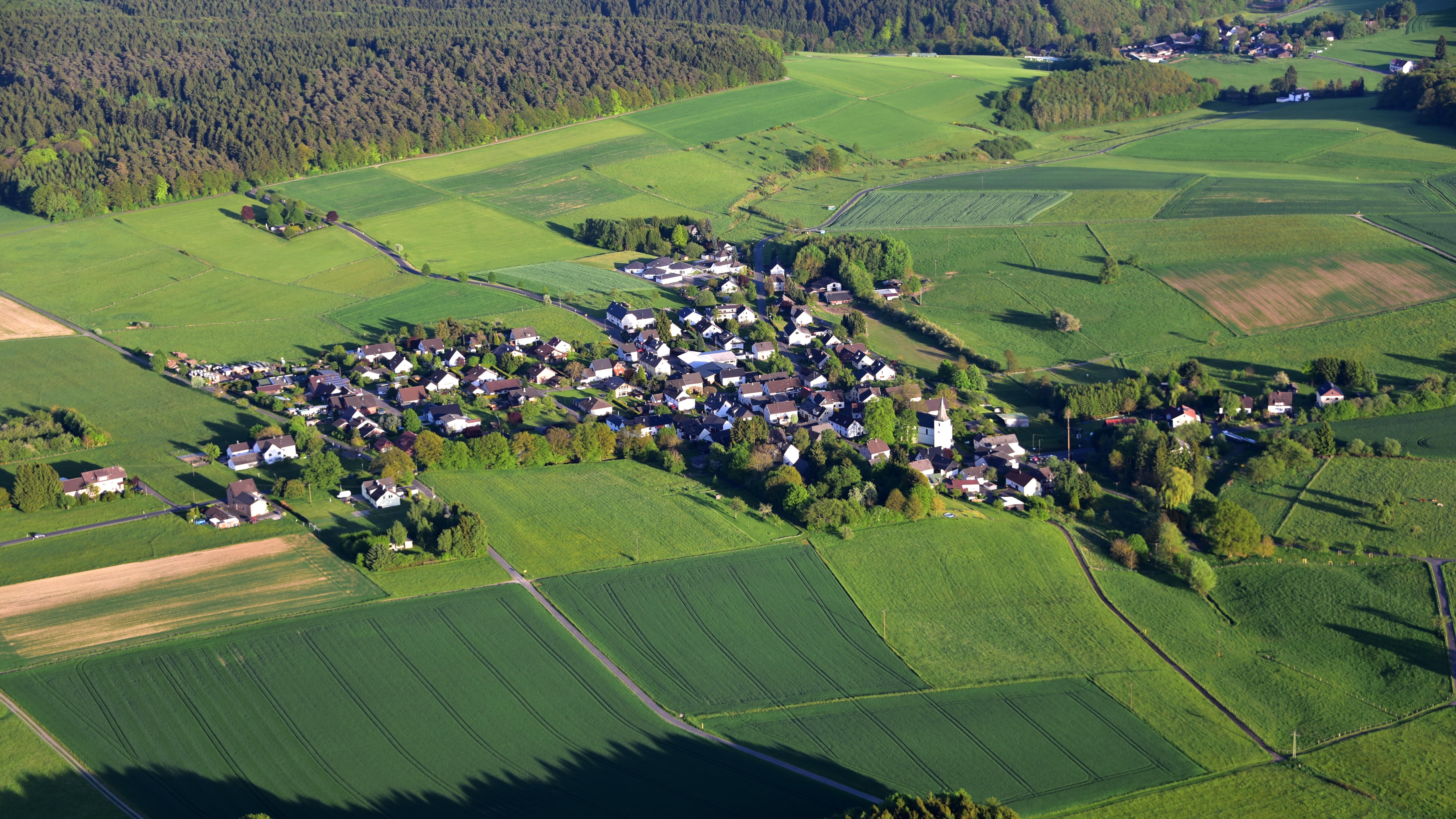
Hilgenroth, Luftaufnahme (2017)

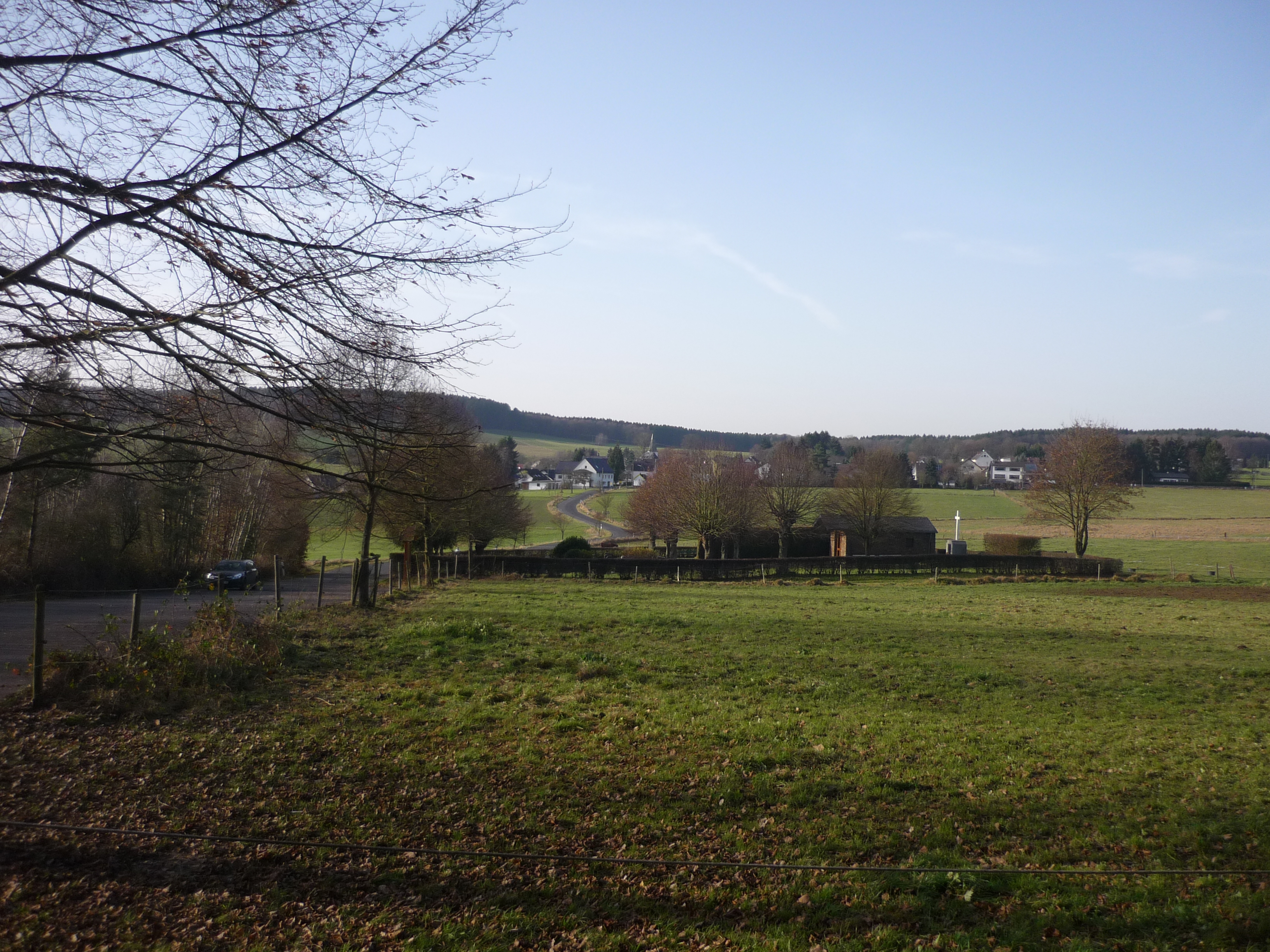
Hilgenroth

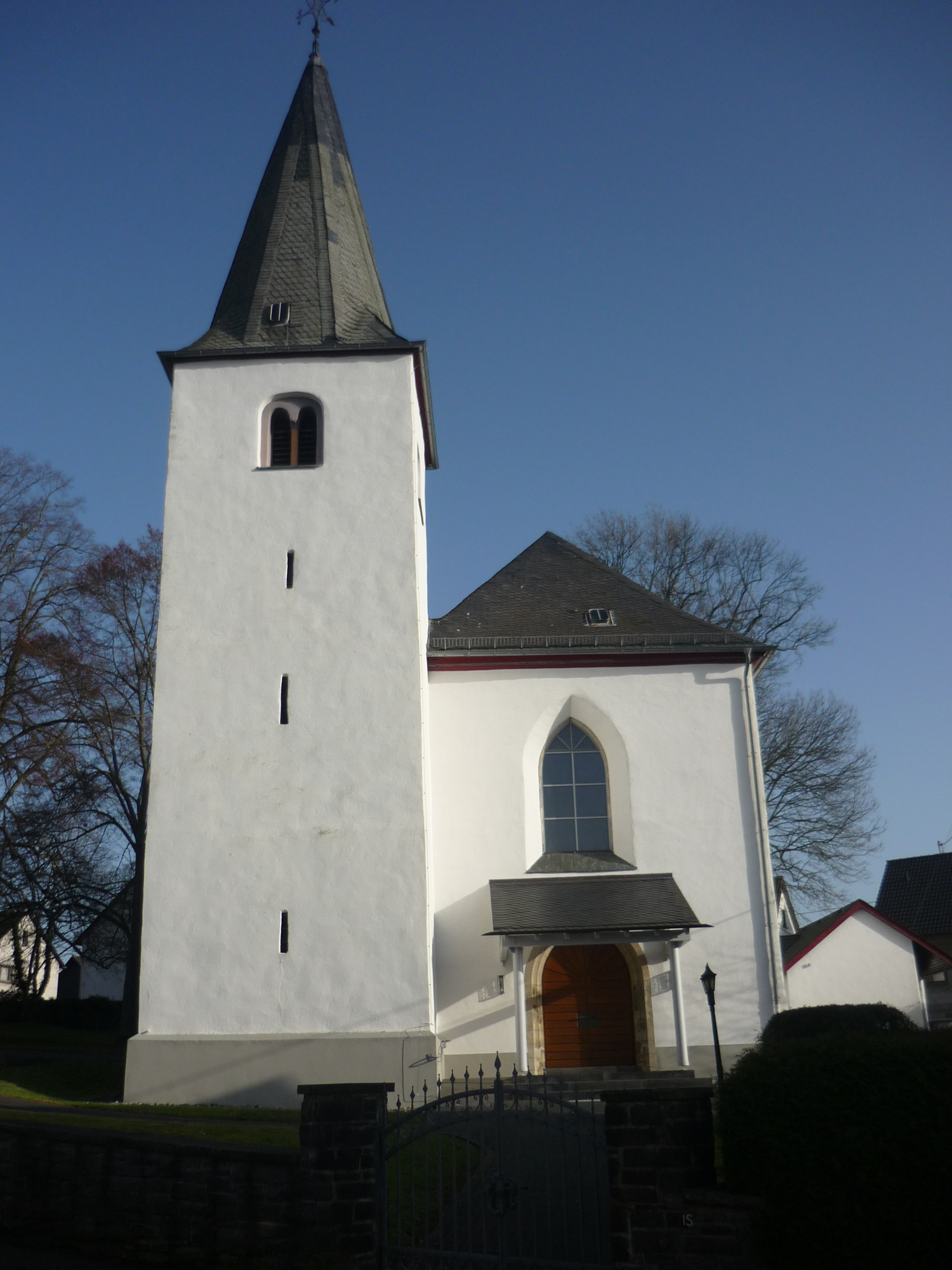
Kirche Hilgenroth

Hilgenroth ist eine Ortsgemeinde im Landkreis Altenkirchen (Westerwald) in Rheinland-Pfalz. Sie gehört der Verbandsgemeinde Altenkirchen-Flammersfeld an.

## Geographie

### Geographische Lage
Hilgenroth liegt im Westerwald zwischen Altenkirchen und Hamm. Nachbargemeinden sind Breitscheidt im Norden, Seelbach und Volkerzen im Osten, Obererbach und Bachenberg im Süden sowie Busenhausen und Birkenbeul im Westen. Östlich angrenzend liegt das Kloster Marienthal (Ortsteil von Seelbach) im Staatsforst Altenkirchen.

### Klima
Der Jahresniederschlag beträgt 996 mm.

## Geschichte
Der Ort Hilgenroth wurde erstmals 1428 urkundlich erwähnt. Die Bezeichnung der damaligen Siedlung lautete Heiligenrode oder Hilgerode. Diese Namen lassen hinsichtlich der Entstehung der Gemeinde auf mittelalterliche Rodungen schließen, mutmaßlich in der fränkischen Rodungsperiode des 9. und 10. Jahrhunderts.
Hilgenroth war im 15. Jahrhundert ein bedeutender Wallfahrtsort, zu dem zahlreiche Menschen aus weitentlegenen Teilen des Westerwaldes ebenso wie aus Westfalen, der Eifel, dem Rheinland oder dem Sauerland pilgerten. Mittelpunkt der Gemeinde ist bis heute noch die Hilgenrother Kirche. Aus dem 15. Jahrhundert ist eine Aufzählung von Wunderberichten in der Kirche von Hilgenroth überliefert (Hilgenrother Mirakelbuch). Nach der Einführung der Reformation in der Grafschaft Sayn, zu der Hilgenroth gehörte, endeten die Wallfahrten nach Hilgenroth. Nach der im 17. Jahrhundert erfolgten Landesteilung der Grafschaft Sayn gehörte Hilgenroth zur Grafschaft Sayn-Altenkirchen. Seit 1665 wurde die Hilgenrother Kirche als Simultaneum von Lutheranern und Reformierten gemeinsam genutzt. Auf Betreiben der saynischen Landstände wurde die Lateinschule in Altenkirchen Anfang des 18. Jahrhunderts wieder eröffnet und dem Pfarrer von Hilgenroth als Rektor übertragen. Während des ersten Koalitionskrieges (1792–1797) zogen französische Truppe der Sambre-Maas-Armee bei ihrem Vormarsch durch den Westerwald durch die Ortsgemeinde Hilgenroth und hinterließen erhebliche Zerstörungen.
Durch den Reichsdeputationshauptschluss kam Hilgenroth 1803 an das Fürstentum Nassau-Usingen, das 1806 im Herzogtum Nassau aufging. Nach dem Wiener Kongress gehörte Hilgenroth zum Königreich Preußen. In der preußischen Zeit zählte Hilgenroth zur Bürgermeisterei Altenkirchen im Kreis Altenkirchen und gehörte zum Regierungsbezirk Koblenz in der preußischen Rheinprovinz.
Im Zweiten Weltkrieg war Hilgenroth bereits 1940 Etappenort für die Wehrmacht und wurde 1944 und 1945 erneut zur Einquartierung von Panzerverbänden herangezogen. Anfang 1945 stürzte ein amerikanischer Bomber (B 17) bei Hilgenroth ab. Nach dem Durchzug deutscher Verbände marschierten die Amerikaner am 27. März 1945 in Hilgenroth ein und richteten schwere Artilleriestellungen im Ort ein. Von Kampfhandlungen blieb Hilgenroth allerdings verschont.
Seit Gründung des Landes gehört Hilgenroth zu Rheinland-Pfalz.
Bevölkerungsentwicklung
Die Entwicklung der Einwohnerzahl von Hilgenroth, die Werte von 1871 bis 1987 beruhen auf Volkszählungen:
| Jahr | Einwohner |
| 1815 | 107       |
| 1835 | 146       |
| 1871 | 163       |
| 1905 | 200       |
| 1939 | 220       |
| 1950 | 249       |

| Jahr | Einwohner |
| 1961 | 260       |
| 1970 | 286       |
| 1987 | 260       |
| 1997 | 273       |
| 2005 | 315       |
| 2023 | 294       |

## Politik

### Gemeinderat
Der Gemeinderat in Hilgenroth besteht aus sechs Ratsmitgliedern, die bei der Kommunalwahl am 9. Juni 2024 in einer Mehrheitswahl gewählt wurden, und dem ehrenamtlichen Ortsbürgermeister als Vorsitzendem.

### Bürgermeister
Michael Rüttger wurde am 28. August 2024 Ortsbürgermeister von Hilgenroth. Bei der Direktwahl am 9. Juni 2024 hatte er sich mit einem Stimmenanteil von 80,5 % gegen eine Mitbewerberin durchgesetzt.
Rüttgers Vorgängerin Monika Otterbach hatte das Amt von 2001 bis 2024 ausgeübt.

### Wappen
| Wappen von Hilgenroth | Blasonierung: „Das Wappen der Ortsgemeinde Hilgenroth zeigt unter rotem, von fünffachem Zinnenschnitt geteilten, Schildhaupt, darin ein blaubewehrter und -gezungter goldener leopardierter Löwe, gespalten von Blau und Silber, vorn ein betagleuchteter Kirchturm, hinten ein rotes Lilienkreuz.“ |
| Wappen von Hilgenroth | Wappenbegründung: Der goldene Leopard auf rotem Grund greift das Wappen der Grafen von Sayn auf und stellt einen territorialen Bezug zur Grafschaft Sayn her, zu der Hilgenroth seit dem Mittelalter gehörte. Die Zinnen unter dem Löwen sind ein Symbol für die frühere Dorfmauer um Hilgenroth, die als Befestigung eine Besonderheit der Umgebung darstellte. Der Kirchturm steht symbolisch für die Kirche in Hilgenroth, die aufgrund ihrer Bauweise eine regionale Besonderheit darstellt und der Kirchturm selbst darüber hinaus das älteste Gebäude in Hilgenroth ist. Das Lilienkreuz versinnbildlicht die Vergangenheit der Ortsgemeinde Hilgenroth als früher bedeutende Pilgerstätte und stellt eine Verbindung zu den Wallfahrten nach Hilgenroth her. Die blau-weiße Farbgebung im unteren Teil des Wappens deutet durch die blau-weißen Farben des Männergesangvereins Hilgenroth, der seit 1866 besteht, auf das Vereinsleben in Hilgenroth hin. |

## Sehenswürdigkeiten
Die evangelische Pfarrkirche Hilgenroth weist mit ihrer ältesten Bausubstanz, dem Turm, auf romanische Ursprünge zurück. Bemerkenswert ist die Übereckstellung des Turmes zum Kirchenschiff. Sie ist auf die komplizierte Baugeschichte zurückzuführen und weist darauf hin, dass im ursprünglichen Zustand in Hilgenroth eine weitläufigere mehrschiffige Anlage bestand. Das spätgotische Seitenschiff der Kirche, die Kapelle Unserer lieben Frau, auf 1433 datiert, diente ursprünglich als Gnadenkapelle für ein Muttergottesbild. Nachdem Hilgenroth als Folge der Reformation seine Bedeutung als Wallfahrtsort verloren hatte, konnte die Kirche im Laufe der Zeit nicht mehr unterhalten werden und wurde baufällig. Im Zeitalter des Barock wurde daher das romanische Hauptschiff hinter dem Turm niedergelegt und das gotische Seitenschiff als danach einzig verbliebenes Kirchenschiff weiter genutzt. Auf diese Weise entstand die Übereckstellung des Kirchturms zum Kirchenschiff. Die evangelische Kirche in Hilgenroth zeigt heute eine Abfolge unterschiedlicher Baustile seit dem Mittelalter. Mit dem Kirchturm ist ein Bezug zur Romanik vorhanden, das heutige Hauptschiff entstand während der Gotik und im Barock erfolgten abschließende Umbauten. Erwähnenswert sind die farbenreichen Kirchenfenster des gotischen Chores, die in den 1960er Jahren entstanden und durch ihre Farbigkeit den Kirchenbau in warmes Licht tauchen.
Links des Marienthaler Baches liegt auf einer Anhöhe auf der Gemarkung Hilgenroth der Marienthaler Kreuzweg. Er wurde in den Jahren von 1853 bis 1869 errichtet. In unmittelbarer Nähe befand sich das Kloster Marienthal bei Seelbach.
Siehe auch:
- Liste der Kulturdenkmäler in Hilgenroth
- Liste der Naturdenkmale in Hilgenroth

## Verkehr
Verkehrsmäßig wird der Ort durch die Kreisstraßen 37, 51 und 52 erschlossen.
Hilgenroth ist ein verkehrsgünstig gelegenes Naherholungsgebiet mit weitläufigen Wanderwegen rund um den malerisch gelegenen Ort. In der Nähe der Ortsgemeinde verläuft der Fernwanderweg Westerwald-Steig.
Unweit vom Ort entfernt zwischen Hilgenroth und Marienthal befindet sich der Bahnhaltepunkt „Kloster Marienthal“ der Westerwald-Sieg-Bahn, auf welcher die Züge der Linie RB90 (Kreuztal–Siegen Hbf–Kirchen–Au (Sieg)–Altenkirchen (Westerwald)–Hachenburg–Nistertal/Bad Marienberg–Westerburg–Diez Ost–Limburg an der Lahn) der Hessischen Landesbahn (HLB), Bereich Dreiländerbahn, nach dem Rheinland-Pfalz-Takt täglich im Stundentakt in beide Richtungen verkehren; von Montag bis Freitag besteht zu den Hauptverkehrszeiten auf dem Abschnitt zwischen Au (Sieg) und Altenkirchen ein Takt von 30 Minuten. Der Bedarfshalt wird unter der Woche jedoch nur zweistündlich, und aufgrund von fehlender Bahnsteigbeleuchtung nur bis Einbruch der Dunkelheit bedient.

## Wirtschaft
Die landwirtschaftlichen Flächen in Hilgenroth werden inzwischen nur noch im Nebenerwerb oder von auswärtigen Landwirten bewirtschaftet. Eine Reihe von Handwerksbetrieben bieten Arbeitsplätze im Ort.